# サッソコルヴァーロ
サッソコルヴァーロ（伊: Sassocorvaro）は、イタリア共和国マルケ州ペーザロ・エ・ウルビーノ県に存在した、人口約3,400人の基礎自治体（コムーネ）。
2019年1月1日にアウディトーレと合併してサッソコルヴァーロ・アウディトーレの一部となった。

## 地理

### 位置・広がり
ウルビーノから西北西へ13km、ペーザロから西南西へ36kmの距離にある。サッソコルヴァーロの集落は、フォーリア川 (it:Foglia (fiume)) を堰き止めて作られた人工湖メルカターレ湖 (lago di Mercatale) のほとりに位置する。

#### 隣接コムーネ
コムーネとしてのサッソコルヴァーロは、以下のコムーネと隣接していた。
- アウディトーレ
- ルナーノ
- マチェラータ・フェルトリア
- メルカティーノ・コンカ
- モンテ・チェリニョーネ
- ピアンディメレート
- タヴォレート
- ウルビーノ

### 気候分類
サッソコルヴァーロにおけるイタリアの気候分類 (it) および度日は、zona E, 2336 GGである。